# おっさんずラブ
『おっさんずラブ』は、2016年からテレビ朝日系列において放送されている「おっさん同士の恋愛テレビドラマ」シリーズ。同年12月31日（30日深夜）に『年の瀬 変愛ドラマ第3夜』として単発放送された後、「土曜ナイトドラマ」枠で2018年に第1シリーズ、2019年に第2シリーズが放送された。2024年に続編となる第3シリーズが同局の「金曜ナイトドラマ」枠で放送された。
本項では、『年の瀬 変愛ドラマ第3夜』で放送されたバージョンを単発版とし、「土曜ナイトドラマ」枠および「金曜ナイトドラマ」枠で連続ドラマとして放送されたバージョンを連続版とする。

## 製作

### 企画
本作品のプロデューサーである貴島彩理、神馬由季、松野千鶴子の3人は女性であり、このうち貴島は単発版が初のプロデュース作品である。
本作品は貴島が大学時代に友人の世話になった際に感じた「なぜ彼女と結婚してはいけないのか」という気持ちから着想を得られたものであり、そこから「働く今どきの男女の恋愛観」や「『好き』や『結婚したい』という感情は何か」というテーマへと発展していった。
脚本を手掛けた徳尾浩司は「男性同士の恋愛の中で萌えを提示するというよりは、男女の恋愛と同様に『恋愛ドラマを描く』というところが出発点だった」と「アニメ！アニメ！」とのインタビューの中で振り返っており、制作にあたっては「自分たちだったらどうするか」ということを突き詰めたと述べている。
徳尾は打ち合わせの際は男女の恋愛観の差が大きく表れており、その恋愛観がまざった結果本作が出来上がったのではないかと述べている。さらに、徳尾は幼少時から『ママレード・ボーイ』といった少女漫画や少年漫画に親しんでおり、本作品の表現の中には少女漫画に影響を受けたところもある。
その一方、意図せずに視聴者を傷つける可能性があるとして、本作品ではLGBTの悩みや葛藤についての描写は避けられた。執筆当初、徳尾は「この表現をいれたらまずいかな」と悩んだこともあったが、ある時「同性同士だから面白いのではなく、少女漫画的な表現におっさんが真摯に取り組んでいるから面白い」ということに気づいたと振り返っている。
単発版は一つの作品として作り上げられたため、制作チームは続編を作るべきか、新しい物語を作るべきか悩んだものの、「春田とハセの恋」は単発で完結していたため、連続版の制作にあたっては、単発版では描き切れなかった登場人物の過去や成長を掘り下げるということになり、最終的に連続版は新しい物語として作られることとなった。

### キャラクター設定・キャスティング
春田創一役の田中圭と黒澤武蔵役の吉田鋼太郎は、いずれも単発版・連続版の双方に出演している。
連続版における春田は単発版以上に「ダメな男」として描かれている。これについて徳尾は「黒澤部長と牧という全くタイプの異なる二人の男性から惚れられるにはどうしたらよいのかと熟考し、台本に書いていないところを試行錯誤する中で、あの絶妙に母性本能をくすぐる春田ができあがったんだと思います」としており、田中のアドリブの例として「春田がソファに横たわって、身体を捻りながら悶える」場面を挙げている。

### マーケティング
各種SNSを積極的に活用している。取り分けInstagramでは、本作品の登場人物であり“ヒロイン”と称される黒澤が「はるたん（春田）を隠し撮りしている」設定で『武蔵の部屋』を展開。“公式裏アカ”と呼ばれ、“表”の公式アカウントのフォロワー数を大幅に上回る人気を誇っている。
また、公式Twitterでも、撮影風景やオフショットを画像付きで更新しているほか、pixivでもイラストコンテストが開かれた。

### 反響
本作品、特に連続版は放送中より人気となり、2018年の「新語・流行語大賞」ベスト10選出をはじめ、大きな反響を起こした。また本作品のヒットは、ボーイズラブ作品が（主に実写ドラマなどで）メジャー化してゆくきっかけとなった。
詳細は後述「反響」項を参照。

### 映画
2018年12月7日、映画化が決定し、2019年8月23日に公開予定であることが公式に発表された（この時点での仮タイトルは『劇場版 おっさんずラブ （仮）』であった）。キャストはドラマ版の配役で続投、ストーリーはドラマのその後が描かれていく。
2019年4月22日、仮タイトル『劇場版 おっさんずラブ （仮）』から、『劇場版 おっさんずラブ 〜LOVE or DEAD〜』に正式決定。また新たなキャストが加わることも併せて発表された。

### ドラマ版・続編
2019年1月22日、連続ドラマ第2弾を2019年度中に放送する予定であることが明らかになった。同年9月12日に、同年10月期の土曜ナイトドラマ枠において『おっさんずラブSeason2（仮）』を放送することを発表し、同年9月27日に、物語の舞台を空にした新作タイトル『おっさんずラブ-in the sky-』を発表した。主要キャストは田中圭、吉田鋼太郎のほかに、新たに千葉雄大、戸次重幸が加わる。また、最終回終了後の12月23日・24日には、ビデオパスとAbemaTVでは、成瀬竜と四宮要にスポットを当てたオリジナルドラマ「おっさんずラブ-in the sky-～ゆく年くる年SP～」が配信された。

### ドラマ版・海外リメイク

#### 香港版
2021年2月、香港・ViuTVにてドラマ版のリメイクが制作されていることが発表された。
タイトルは『大叔的愛』（読み：ダイソッデコーイ）、2021年6月28日から7月16日まで放送された。全15話。役名は日本名から変更となり、春田にあたる主人公・"田一雄"を香港のダンスグループ・MIRRORのメンバー、イードン・ルイ（Edan Lui 呂爵安）、牧にあたる後輩・"凌少牧"を同じくMIRRORメンバーのアンソン・ロー（Anson Lo 盧瀚霆）、黒澤にあたる田の上司・"KK"を俳優のケニー・ウォン（Kenny Wong 黄徳斌）が演じた。P1X3Lメンバー全員の出演。放送開始直後から高視聴率をマークし、ViuTVドラマ部門で同局開局以来の最高視聴率を獲得した。
日本では同年8月21日より動画配信プラットフォーム「TELASA」および「テレ朝動画」で配信開始。また、同年10月30日・31日に「テレ朝チャンネル1」にて一挙放送された。

#### タイ版
2023年10月17日、タイのGMMTVにてドラマ版のリメイクとして『Ossan’s Love Thailand』の制作を発表。2025年1月6日から放送開始。日本では2025年1月6日22時30分からTELASAにて配信開始。主演は「おっさんずラブ-リターンズ-」episode4にもゲスト出演したアースとミックス。　
第7話に田中圭が「春田創一」役でカメオ出演した。

## 単発版

### 登場人物（単発版）
春田創一（はるた そういち）〈33〉
演 - 田中圭
主人公。アイデアグッズ販売会社の商品開発部に勤務している。仕事は真面目、人づきあいも悪くないがなぜかモテない。巨乳好き。後輩である長谷川とルームシェアをして暮らしている。
黒澤武蔵（くろさわ むさし）〈55〉
演 - 吉田鋼太郎
春田の所属する部署の部長。バツイチ。部下の面倒見も良いため信頼と尊敬を寄せられる男気溢れる人物。春田が入社した時から密かに思いを寄せている。
長谷川幸也（はせがわ ゆきや）〈25〉
演 - 落合モトキ
春田の会社の後輩。デザイン部所属。通称「ハセ」。1年ほど前から春田とルームシェアをしており、家事全般をこなしている。実は春田に思いを寄せている。
湊あすか（みなと あすか）〈33〉
演 - 宮澤佐江
春田と同期入社の同僚。独身。春田とは何でも言い合える善き友人関係を築いており、歯に衣着せぬ物言いをする男前な女性。自宅はかなり汚部屋だがあまり気にしないズボラな性格。

### スタッフ（単発版）
- 脚本 - 徳尾浩司
- 主題歌 - Hi-STANDARD「My First Kiss」
- ゼネラルプロデューサー - 三輪祐見子（テレビ朝日）
- プロデューサー - 貴島彩理（テレビ朝日）、神馬由季（アズバーズ）、松野千鶴子（アズバーズ）
- 演出 - 瑠東東一郎
- 制作協力 - アズバーズ
- 制作著作 - テレビ朝日

## 連続版シーズン1

### あらすじ（シーズン1）
春田創一はひょんなことから、上司である黒澤武蔵が自分の隠し撮り写真をスマホの待ち受けにしたり会社のパソコンに溜め込んでいることを知ってしまう。知られたことに気づいた黒澤は10年来温め育んでいた恋心を春田に打ち明ける。一方で、本社から東京第二営業所に異動してきた牧凌太は、春田から彼の実家でのルームシェアを提案されて快諾。次第に春田への想いを募らせていき、黒澤が春田にアプローチしたと知ってからは対抗意識を燃やし、春田に告白する。また、黒澤は春田との関係を築くため、妻である蝶子に離婚を切り出していた。蝶子は黒澤の不倫を疑い、春田に不倫相手を探す協力を要請するが、黒澤から相手が当の春田であると告げられてパニック状態に陥り、裁判を起こし訴えると言い出す。その後、「言わないことは優しさでもなんでもない」と牧に諭された春田は、黒澤に恋愛感情はないと告げる。影でその様子を見ていた蝶子は真面目に断る春田と傷心した夫の姿にもらい泣きし、憑きものが落ちたように怒りは終息した。
そんな中、幼馴染の荒井ちずの兄・鉄平が営む居酒屋が悪質な不動産会社により二束三文で買い叩かれ、2人は店からの退去を余儀なくされる。家を失ったちずに春田は家に来るよう言う。2人の仲睦まじい様子を見た牧は身を引くため家を出て行こうとする。元カレである武川政宗の元に行く、という牧を春田は発作的に引き止める。その後、牧は春田に改めて交際を申し込み、受け入れられる。
牧とステディな関係を始めると公言した春田だが、まだ戸惑いがあり、街中では他人の目も気になる。牧のほうでも、春田が選んだパートナーが男性である自分で良いのか、と葛藤する。苦悩の末に春田の“普通の幸せ”を一番と考え、心にもない言葉を投げつけて別れを告げる。
牧が家を出ていってから、春田は元の自堕落な生活に戻ってしまう。その様子を見兼ねた黒澤が自宅まで訪ねてきて世話を焼くようになり、やがて一緒に暮らすようになる。黒澤の助力により、春田は私生活の改善だけでなく仕事でも好成績を上げるようになる。ついに本社の手掛ける新規プロジェクトに抜擢され、上海出向が決まる。
好機を計っていた黒澤から求婚されて、その場の雰囲気に流され承諾してしまう。春田の心には躊躇や疑問が湧きあがっていたが、いずれも答えを見い出せないまま挙式当日を迎える。チャペルで誓いのキスを求められるが春田は歩を進めることが出来ない。脳裏に浮かぶのは牧と過ごした日々ばかり。その時になって初めて、春田自身もずっと牧を求め続けていたのだと気付き、その場で黒澤に諭されて牧を探しに街に飛び出していく。ようやく見つけた牧は、最初こそ春田を遠ざけようとしたが、ストレートな言葉で思いの丈をぶつけてきた春田のプロポーズを受け入れる。そして、春田は上海へ向け飛び立っていく。

### 登場人物（シーズン1）

#### 主要人物（シーズン1）
春田創一（はるた そういち）〈33〉
演 - 田中圭
5月5日生まれ。
主人公。天空不動産東京第二営業所に勤務する営業部員。仕事ぶりは非常に真面目で、顧客の要望に親身になって耳を傾ける姿勢を信条としている。
自他共に認めるお人好し。人懐っこく、付き合いも悪くないがモテない。結婚願望は人並みにあり、運命の出会いを求めて合コンに参加することもあるが、ここ5年ほど恋人はいない。好きなタイプはロリ（童顔）で巨乳。実家暮らしで身の回りのことは母親任せだったため家事全般が苦手である。兄弟はいない。
牧凌太（まき りょうた）〈25〉
演 - 林遣都
11月1日生まれ。
天空不動産の本社開発事業部から東京第二営業所に異動してきた営業部員。入社4年目。本社では豊洲地区の再開発を手がけるなど、天空不動産のエースと目されているエリート。
家事全般に長けている。特に料理は得意で、毎日バランスのよい食事を自炊している。
10代の頃から同性愛者であることを自覚。ちなみに巨根。
黒澤武蔵（くろさわ むさし）〈55〉
演 - 吉田鋼太郎
昭和37年6月13日生まれ
天空不動産東京第二営業所に勤務。営業部長であり春田の直属の上司。営業所を天空不動産きってのトップセールスに導く統括力・指導力を如何なく発揮する“理想の上司”。部下からの信頼も厚い。
10年前のある出来事をきっかけに春田に恋をしてしまった。
春田のことを「はるたん」と呼んでいる。“春田”には仕事の出来る敏腕上司として威厳をもって接しているが、“はるたん”に対しては仕草もやや乙女チックになってしまう。LINEなどでは、語尾に「〜だお」と付けることがある。

#### 天空不動産東京第二営業所（シーズン1）
栗林歌麻呂（くりばやし うたまろ）〈23〉
演 - 金子大地
3月3日生まれ
営業新人部員。通称「マロ」。
営業成績は優秀だが、良くも悪くもイマドキの若者。誰に対しても若者言葉で対応し、先輩である春田に対してもぞんざいな扱いをしている。社会人としての礼儀や作法が著しく欠けた稚拙な言動が目立つ。
瀬川舞香（せがわ まいか）〈45〉
演 - 伊藤修子
12月24日生まれ
営業部員。営業成績は常に上位。昔は職場の華だったと自画自賛する。人間観察力が鋭い。愛称は「マイマイ」。合点がいった時や閃いた時の口癖は「チーン」。
宮島亜紀
演 - 真木恵未
営業部員および一般事務。
相原孝介
演 - 西村誠治
営業部員。
長濱翔太
演 - 小玉丈貴
営業部員。
武川政宗（たけかわ まさむね）〈44〉
演 - 眞島秀和
10月31日生まれ
営業部主任。独身貴族。潔癖症で常に整理整頓を気にする神経質な面がある。普段は理知的でクールな立ち居振る舞いだが、感情的に叱咤することがある。
牧の元交際相手。出会いは4年前、大学生だった牧が就職活動をするにあたり、武川にOB訪問を申し込んだことから始まり、その後、恋人として付き合い始めるが、本社勤務の牧と生活に擦れ違いが生じて別離に至った。

#### その他（シーズン1）
荒井ちず（あらい ちず）〈27〉
演 - 内田理央
7月24日生まれ
春田の幼なじみ。気が置けない間柄で、何でも言い合える関係。
以前の職場の飲み会でセクハラをしてきた取引先の偉い人を殴って会社を辞職したが、現在は転職が適い広告代理店に勤務している。兄の店では看板娘として手伝っている。
荒井鉄平（あらい てっぺい）〈38〉
演 - 児嶋一哉
2月14日生まれ
「居酒屋わんだほう」の店主。ちずの兄。本名は荒井鉄夫。
創作料理を考案しては店のメニューとして掲示しているが注文が入ったためしがない。それらを春田に勧めるが食材の組み合わせも味つけも斬新すぎて不評である。長渕剛のファン。店にはギターが置いてあり即興で演奏することがある。また、唐突にメロディが頭に浮かぶことがあるため、常に記録するためのレコーダーを持っている。
黒澤蝶子（くろさわ ちょうこ）〈50〉
演 - 大塚寧々
昭和42年7月2日生まれ
黒澤武蔵の妻。プロポーズを断り続けても諦めなかった武蔵の情熱と不器用さを好きになり、20歳の時に結婚した。旧姓・西園寺。
結婚30周年を迎え、この先も夫と仲睦まじく平穏に暮らしていくものだと信じていた。

#### ゲスト（シーズン1）
episode1
春田幸枝
演 - 栗田よう子（episode6）
春田の母。実家住まいで家事を全く手伝わず、一向に自立しないひとり息子に愛想を尽かし、家を出ていった。

episode2
棚橋一紀
演 - 渋谷謙人
春田の地元の後輩で小説家。春田から「カズ」と呼ばれている。ヒットした小説『陸嬢』が縁で陽菜と結婚。新居を探すために春田の勤める天空不動産に妻と一緒に訪ねる。
棚橋陽菜
演 - 吉谷彩子
棚橋の妻で陸上選手。『陸嬢』のモデル。

episode4
「BARスキマスイッチ」のマスター
演 - 大橋卓弥、常田真太郎（共にノンクレジット）
春田の行きつけのバーのマスター。チラシ配り中の春田と牧と遭遇し「飲みに来ないか」と声を掛ける。
石川豪介
演 - 加藤啓
「真堺コーポレーション」代表取締役。
鉄平に近所にタワーマンションが建ち1階にテナントとして入れると嘘をついて、「居酒屋わんだほう」の店を騙し取ろうとした。

episode5
剣崎達巳
演 - 永瀬匡
バラエティーで人気沸騰中の俳優。人気女優の室川檸檬と密かに交際している。「セレスタワーマンション葛西」を内見したいと天空不動産に依頼。剣崎は隠しごとをしないオープンな性格であるため、室川との交際を隠していることも不本意であり、世間に知られたとしても堂々と振る舞えば良いと考えている。
室川檸檬
演 - 生駒里奈
朝ドラ『全部、赤い。』に主演している人気女優。清純派女優として仕事をしている自分のポジションを把握しており、イメージが崩れるスキャンダルは御法度であることも承知している。
剣崎との交際を世間に知られないように注意を払いつつも同じマンションに住みたいと望んでいる。

episode6
牧芳郎
演 - 春海四方
牧の父。交際相手を連れて帰郷し、カミングアウトした息子に困惑して激昂する。
牧志乃
演 - 生田智子
牧の母。夫とは違い、以前より息子が男性を恋愛対象としていることを承知している。牧の得意料理の唐揚げは母直伝の味である。
牧そら
演 - 安倍乙
牧の妹。母同様、以前より兄の性的指向を知っており当たり前のように受け入れている。春田好みの童顔で巨乳。

### スタッフ（シーズン1）
- 脚本 - 徳尾浩司
- 音楽 - 河野伸[6]
- 主題歌 - スキマスイッチ「Revival」（AUGUSTA RECORDS / UNIVERSAL MUSIC LLC）[48]
- 法律監修 - 佐藤大和（レイ法律事務所）
- 取材協力 - OPEN HOUSE
- 技術協力 - ビデオフォーカス
- 制作協力 - アズバーズ
- ゼネラルプロデューサー - 三輪祐見子（テレビ朝日）[6]
- プロデューサー - 貴島彩理（テレビ朝日）、神馬由季（アズバーズ）、松野千鶴子（アズバーズ）
- ドローン - 森本幸広（ベンジャミン）
- 演出 - 瑠東東一郎[6]、山本大輔[6]、Yuki Saito[6]
- 制作著作 - テレビ朝日

### 放送日程（シーズン1）
| 各話                                                                        | 放送日        | サブタイトル            | サブタイトル                                             | ラテ欄                                                     | 演出       | 視聴率 |
| 各話                                                                        | 放送日        | 本編                    | EPG欄                                                    | ラテ欄                                                     | 演出       | 視聴率 |
| --------------------------------------------------------------------------- | ------------- | ----------------------- | -------------------------------------------------------- | ---------------------------------------------------------- | ---------- | ------ |
| episode1                                                                    | 2018年4月21日 | OPEN THE DOOR!          | ある日、僕は部長に告白された- 胸キュンおっさんラブコメ   | 僕は部長に告白された…!! おっさん同士の衝撃ラブ今夜解禁!!   | 瑠東東一郎 | 2.9%   |
| episode2                                                                    | 4月28日       | けんかをやめて          | 俺のために争わないで! ヒロインvsライバル… 男の壮絶バトル | 運命の三角関係…!? 白昼ラブバトル勃発                       | 山本大輔   | 4.2%   |
| episode3                                                                    | 5月05日       | 君の名は。              | 君の名は…? 夫の不倫相手は何と男…? 30年の夫婦愛の結末     | ドロ沼不倫騒動勃発 君の名は…衝撃告白                       | Yuki Saito | 3.8%   |
| episode4                                                                    | 5月12日       | 第三の男                | 第3の男、襲来!ー サヨナラ部長、 愛してくれてありがとう   | 第3の男参戦!! 不倫妻の逆襲開始で大号泣 サラバおっさん部長  | 瑠東東一郎 | 3.5%   |
| episode5                                                                    | 5月19日       | Can you "Coming Out"?   | Can You“Coming Out"?- 俺も朝ドラ女優も熱愛発覚!?         | 俺達付き合ってます 朝ドラ女優も熱愛発覚 失恋おっさんの逆襲 | 山本大輔   | 3.9%   |
| episode6                                                                    | 5月26日       | 息子さんを僕にください! | 息子さんを僕にください!?- おっさんヒロイン最後の逆襲!    | 衝撃&号泣の最終章 息子さんを僕に下さい 部長逆襲ラブコール  | Yuki Saito | 3.9%   |
| Final episode                                                               | 6月02日       | HAPPY HAPPY WEDDING!?   | HAPPY HAPPY WEDDING!?- 君に会えてよかった。              | この春1番の純愛が遂に完結!! 衝撃の結婚 君に会えてよかった  | 瑠東東一郎 | 5.7%   |
| 平均視聴率 4.0%（視聴率はビデオリサーチ調べ、関東地区・世帯・リアルタイム） |               |                         |                                                          |                                                            |            |        |

### 反響
- ウェブサイト「ザテレビジョン」は、SNSの反響やアンケート結果などを独自に調査してポイント化した新指標「視聴熱」を発表している。本ドラマは深夜ドラマ枠で、ゴールデンタイムのドラマに比べて視聴率こそ振るわないが、2週連続で首位となった[52]。放送終了からも「OL熱」は醒めず、人気ドラマランキング上位に依然ランキングされている。
- 放送時はTwitterのトレンドで本ドラマの関連ワードが上位を占め、最終回目前のepisode6と最終回のepisode7が2週連続で世界トレンド1位となった[53]。最終話放送の翌週、6月9日には本ドラマの脚本を担当した徳尾浩司が自身のTwitter上で架空の“第8話”上海編を放送時間に合わせてエア実況を始め、それに乗じたファンたちが各々妄想を巡らせ投稿する盛り上がりをみせた。そのため「#おっさんずラブ8話」がトレンド項に表示される異例の事態が起きた[54]。
- テレビ朝日の社長である角南源五は定例会見で本ドラマが好評を得て話題となっていることに言及した[55][56]。編成担当を務める専務の亀山慶二も好機を得た作品であると評価している。番組ウェブサイトのアクセス数も多く、見逃し配信は好調であるとした。続編や映画化を希望する声が多く寄せられていることを明らかにしたが、現時点（2018年5月現在）では、それらの予定はないと述べている[55][56]。2018年6月11日、テレビ朝日の早河洋会長兼CEOは“テレビ朝日新人シナリオ大賞”授賞式の席で、春ドラマの台風の目となった本ドラマを高く評価した[57]。
- 海外でも配信されており数日遅れで視聴可能。台湾・香港・韓国などの各プラットホームで今クール配信の日本ドラマ視聴者数1位を獲得。演じた俳優たちの人気も上昇しているという[58]。
- 最終話放送終了時に、DVD&Blu-ray、オフィシャルブック、他、番組公式グッズ販売の告知がされた。3日後の6月5日には第一弾としてLINEスタンプをリリース。SNSを通じて告知した直後からオーダーが殺到し、瞬く間にスタンプショップ売り上げ1位を獲得した[59]。
- 週刊エンタテインメントビジネス誌『コンフィデンス』による、ドラマ満足度調査「オリコンドラマバリュー」。18年4月期ドラマの5月29日 - 6月4日放送分の調査では、国内外で話題を集めた土曜ナイトドラマ『おっさんずラブ』（テレビ朝日系）が最終回（第7話）を迎え、自己最高となる98Ptを獲得。初回放送から全話で90Pt以上の高得点をマークしていたが、最終回でも見事に視聴者の期待に応え、有終の美を飾った[60]。
- 本作品に出演した俳優の人気にも勢いが付いている。主演を務めた田中圭は過去に出版した複数の写真集が重版となり、特集記事の組まれたTVBros.2018年8月号[注釈 8]は予約が殺到したため急遽発売日前に増刷が決定[61]。林遣都も2010年に出版した1st写真集がAmazonのタレント写真集ランキングで3位に返り咲いた[62]。2018年4月まで出演していた日本ハム「石窯工房シリーズ」のCMが同年7月よりエリア限定で再放送が決まると“OLファン”から反響と熱心な要望が集まり、急遽放送エリアが拡大されるなど、その関心の高さを示している[63]。
- 第12回「コンフィデンスアワード・ドラマ賞」において、作品賞および助演男優賞を受賞[64]。
- 2018年8月7日に公式本が発売。発売の告知直後から予約が殺到したため重版を決定した。累計発行部数は15万部となる（2018年8月6日時点出版元発表）[65]。
- 第97回「ザテレビジョンドラマアカデミー賞」において、最優秀作品賞・主演男優賞・助演男優賞・脚本賞・監督賞・ザテレビジョン賞の六冠を制した[66]。
- 2018年の「新語・流行語大賞」トップテンにドラマのタイトルである「おっさんずラブ」が選出された[67][68]。表彰式にはプロデューサーの1人である貴島彩理が出席した[68][69]。

#### ドラマ版・続編を受けての波紋
2019年9月26日23時15分、公式Twitterアカウントに春田創一と牧凌太のロングショットと指輪が薬指にはめられた2人の左手の写真がアップされた。その約6時間後の2019年9月27日5時、公式Twitterアカウントに『おっさんずラブ-in the sky-』の制作が発表され、田中圭演じる春田創一、吉田鋼太郎演じる黒澤武蔵のみ、前作と同じ名前で続投することが発表された。天空不動産編（シーズン1と劇場版）とは異なる舞台のため「おっさんずラブの名前使わないで他のドラマとしてやって欲しい」という意見、春田創一の伴侶となった牧凌太の存在しない世界線への変更に対する説明不足感、新作の公式アカウントが、前作のものをそのまま引き継いでいることに対する別アカウント作成への要望、などがネット上に挙げられ、Twitterでは「#牧凌太」がトレンド入りする事態となった。

### 主なロケ地
※公式が明らかにしているもの。ドラマ本編以外の特番などで取り上げられた場所。個人宅などは除く。
- 天空不動産本社屋上 - 港区六本木・テレビ朝日本社屋上（屋上のみ使用。社内風景はセット）
- 居酒屋わんだほう - 品川区東大井・居酒屋「たつみ」（2018年閉店）
- 花束を持った黒澤が春田に愛の告白をした「大場海浜公園」 - 江東区・有明北緑道公園。第4話では春田が黒澤に断りの返答をした。
- 春田が牧をルームシェアに誘った高台 - 北山田駅より横浜国際プールへ向かう階段
- 春田が牧に「やってみぃ?」とポスティングの指南をした桜並木 - 狛江市・野川（箕和田橋）
- 10年前、黒澤がシンデレラになった公園 - 千葉県美浜区・稲毛海浜公園（浜の池付近）
- 牧が春田のおでこにキスをした公園 - 日野市・ほほえみ公園
- 4年前、武川が当時大学生だった牧とビラ配りをした場所 - 横浜市・横浜市営地下鉄センター南駅付近
- 春田と牧が並んだラーメン店 - 豊島区池袋・大勝軒
- 春田が牧に帽子を被せ、追いかけっこした場所 - 桜新町・呑川親水公園（伊勢橋）
- 春田がちずに牧との交際を打ち明けた海岸 - 神奈川県・三浦海岸
- 牧の実家 - 世田谷区・ハウススタジオstudio mon尾山台
- 黒澤が春田にフラッシュモブでプロポーズしたホール - 木更津市・かずさアカデミアホール
- マロと蝶子が訪れているバー - 新宿区西新宿・ハイアットリージェンシー東京（バー「オードヴィー」）
- 牧が春田を呼び出したが会えず、擦れ違ってしまった「海港公園」 - 豊洲・春海橋公園
- 春田と部長が挙式した教会 - 千葉県君津市・ハミルトンホテル上総
- 春田がタキシード姿で牧にプロポーズをして抱きしめた場所 - 有明・富士見橋

## 連続版シーズン2

### 登場人物（シーズン2）

#### 主要人物（シーズン2）
春田創一（はるた そういち）〈35〉
演 - 田中圭
航空会社「天空ピーチエアライン」の新人客室乗務員（CA）。高校生のころはバスケ部に所属。
以前は小さいながらも老舗のスポーツシューズを製造する会社に勤務をしていたが、事業縮小に伴う人員削減のリストラが行われることになり、高齢の職人を失業させるのは忍びないと自ら退職を願い出た。失業して気落ちしていた時に高校時代の後輩・橘緋夏と偶然再会。天空ピーチエアラインに勤務していた橘に同社への転職を勧められ入社した。
敬愛する黒澤、四宮から好意を寄せられている。今まで恋愛対象は女性であったため、同性からの告白にどのように対応したら良いのか戸惑いを隠せない。一方で同性である成瀬の存在が気になりつつあり、自分の恋愛観の揺らぎに困惑している。
黒澤武蔵（くろさわ むさし）〈57〉
演 - 吉田鋼太郎
天空ピーチエアラインきっての優れた技術と人柄を有し、「グレートキャプテン」の名をほしいままに冠する信頼の厚いパイロット。
慣れない客室業務に熱心に奮闘する春田の姿にときめきを覚えてしまう。数々の勘違いの積み重ねから、胸の高鳴りは“恋”に違いないと確信して、春田に愛の告白をした。
離婚歴がある。橘緋夏は黒澤のひとり娘。
成瀬竜（なるせ りゅう）〈30〉
演 - 千葉雄大
天空ピーチエアラインに勤務する副操縦士。勤務態度は非常に真面目で優秀。操縦以外に機体整備にも関心を持っており勉強熱心。
その一方で他人に対して冷淡ともとれる態度で接するためパワハラや非情と誤解を招くことも多く、一時は自宅謹慎処分されそうになった。
家庭を顧みない放蕩な父親に不信感を抱きながら成長したため他者を心から信頼したことがなく、厚意や愛情に執着が乏しい。また、性に関しても無頓着で奔放な一面があり、深く考えずに誰とでもキスを交わしたり同性と一夜限りの関係を持つこともある。
四宮要（しのみや かなめ）〈40〉
演 - 戸次重幸
天空ピーチエアラインの航空整備士。職人気質の熱血漢。愛称はシノさん。
春田と同じ社員寮の隣の部屋に住んでいる。寮の共有スペースには自炊可能なオープンキッチンが備えられており、料理に長けている四宮はまめに作っては春田や成瀬にふるまっている。
秘かに春田に想いを寄せている。趣味であり特技でもある絵で春田の日常の一コマを描き溜めている。
離婚歴がある。自分が同性愛者であることが原因で妻を傷つけ、家族を失ったのだと自責の念に駆られ、“自分は幸せになってはいけない”と心に楔を打ち込んでいた。しかし、元妻と再会した際に「結婚に後悔はない。幸せだった」と聞かされ、また、健やかに成長した息子の姿に頑なだった心が氷解した。

#### 天空ピーチエアライン（シーズン2）
橘緋夏（たちばな ひな）〈33〉
演 - 佐津川愛美
広報室勤務。春田の高校時代の後輩で、同じくバスケ部に入っていた。黒澤武蔵の娘（両親の離婚により母方の姓となる。母が病死したため、父・武蔵のもとに身を寄せて現在まで同居している）。
リストラされた春田に「天空ピーチエアライン」への転職を勧める。
春田のことを「春ちゃん先輩」と呼んでいたが、彼自身から転職後に後輩として立場が変わったこともあり呼び方を改めるよう乞われ、以降「春ちゃん」と呼ぶようになる。淡い恋心が見え隠れする態度で春田と接している。
根古遥（ねこ はるか）〈35〉
演 - MEGUMI
客室乗務員。通称“ネコさん”。裏表のない性格で、歯に衣着せぬ物言いをする気風の良い姐さん肌。春田にも容赦ないツッコミを入れる。
烏丸孫三郎（からすま まござぶろう）〈48〉
演 - 正名僕蔵
ディスパッチャー。社内情報に精通しているムードメーカー。独身。決め台詞は「ディスパッチ！」。
有栖川民代（ありすがわ たみよ）〈25〉
演 - 木﨑ゆりあ
若手客室乗務員。通称“アリス”。CAを扱った漫画に影響を受けて、入社。ギャルだったころのガサツな言動が目立ち、先輩CAから注意を受けることがある。
十文字美冴（じゅうもんじ みさえ）〈45〉
演 - 片岡京子
客室乗務員で、チーフパーサー。おっとりとした雰囲気で温厚、ホスピタリティに優れたCA。
道端寛太（みちばた かんた）〈23〉
演 - 鈴鹿央士
入社1年目の整備士。四宮を慕っている。通称“ミッチー”。

#### ゲスト（シーズン2）
1st flight
茂木一典
演 - 吉田ウーロン太
春田が出会った乗客。
遠方に住む恋人にプロポーズするために搭乗予約をするが、直前に自信をなくしキャンセルを繰り返して迷惑をかけ続けていた。春田の真心のこもった説得に心を打たれ、ようやく搭乗した。後日、プロポーズが成功したことを報告する手紙と写真を春田宛てに送った。
小比類巻姫子
演 - 片山萌美
轟の元彼女。
轟と関係を持った成瀬に詰め寄り口論。その時、たまたまその場に居合わせた春田に成瀬がキスをして、轟に対して好意がないことを伝えると怒りは頂点に達し、春田に迸りの平手打ちをした。後日、轟を連れて訪れ、再び春田に手をあげた上に顔写真を撮ってSNSに投稿して炎上を試みた。
轟正輝
演 - ダイキ（ブリリアン）
自称・成瀬の元恋人。
姫子に連れられて天空ピーチエアラインを訪れた。成瀬に袖にされたと分かると呆気にとられている春田に怒りの矛先を向け、飲み物を顔にかけた上に平手打ちをした。

2nd flight
郡山
演 - 中野剛
人事部長。成瀬のパワハラへの聞き取りを行う。

3rd flight
青物横丁の祖母
演 - 大方斐紗子
黒澤にありがちなアドバイスをしてその気にさせた占い師。

4th flight
森本つばさ（5th flight）
演 - 長野蒼大
四宮のひとり息子。穴守小学校の4年生。天空ピーチエアラインには学校の体験学習の一環で訪れた。
一歳のころに両親が離婚。それに伴い母・蘭に引き取られ、以降、四宮とは会うこともなく成長したため顔を覚えていない。母とともにバンコクに移住するため、その前に実父に会いたいと願い、訪ねてきた。

5th flight
森本蘭
演 - 松島花
四宮の元妻。家族に対する夫の愛情に嘘はないと分かっていたが、恋愛対象が男性である四宮が無理をしている姿を見るに堪えず家を出た。
結婚するまでCAをしており、今も根古と親交が続いている。現在はホテルに勤務。再婚が決まっている。

6th flight
獅子丸怜二
演 - 山崎育三郎（7th flight・last flight）
外資系の航空会社勤務を経て天空ピーチエアラインに転職、CAとして配属された。眉目秀麗、業務は完璧といって過言ではないほど卒なくこなし、周囲への気遣いも細やか。また春田と同じ年齢であったこともあり初対面からフレンドリーに接して、懐に入った。
実は天空ピーチエアラインの執行役員。組織改革を施すために身分を伏せて現場を視察・内部調査を行っていた。クルー各々の長所やチームワークの良さは自らの目で確認していたが、会社の運営にはそれらだけでは成り立たないという上層部の意向も承服している。役職が明らかになってからは毅然とした態度で厳しい指示をクルーに与えた。

7th flight
限定グッズのための整理券をもらえなかった客
演 - 今野浩喜
天空ピーチエアラインのファン。年間搭乗回数も多く、オフィシャルグッズも収集している。お客様感謝デーイベント限定の“てんピチくん”グッズ購入に必要な整理券を入手するために配布開始時間に合わせて足を運んだが、時間より前から並んでいた人数が多くいたために手に出来なかった。ルールを守らなかった者が咎められずに得をしたことに憤りを覚え、社屋を訪れて抗議をした。

### スタッフ（シーズン2）
- 脚本 - 徳尾浩司
- 音楽 - 河野伸
- 主題歌 - sumika「願い」（ソニー・ミュージックレーベルズ）[78]
- 撮影特別協力 - Peach
- 技術協力 - ビデオフォーカス
- 制作協力 - アズバーズ
- エグゼクティブプロデューサー - 桑田潔（テレビ朝日）
- ゼネラルプロデューサー - 三輪祐見子（テレビ朝日）
- プロデューサー - 貴島彩理（テレビ朝日）、神馬由季（アズバーズ）、松野千鶴子（アズバーズ）
- 演出 - 瑠東東一郎、山本大輔、Yuki Saito
- 制作著作 - テレビ朝日

### 放送日程（シーズン2）
- 2019年11月16日は30分繰り下げ（23時45分 - 翌0時35分）

| 各話                                                                        | 放送日         | サブタイトル           | サブタイトル                     | ラテ欄                                              | 演出       | 視聴率 |
| 各話                                                                        | 放送日         | 本編                   | EPG欄                            | ラテ欄                                              | 演出       | 視聴率 |
| --------------------------------------------------------------------------- | -------------- | ---------------------- | -------------------------------- | --------------------------------------------------- | ---------- | ------ |
| 1st flight                                                                  | 2019年11月02日 | アテンションプリーズ   | ある日、 僕は機長に告白された    | 衝撃のピュアラブ再び 恋の離陸準備は できていますか? | 瑠東東一郎 | 5.8%   |
| 2nd flight                                                                  | 11月09日       | 空港の中心で愛をさけぶ | 空港の中心で、愛をさけぶ         | 空港の中心で、愛をさけぶ!! おっさん機長 絶叫告白!?  | 山本大輔   | 4.7%   |
| 3rd flight                                                                  | 11月16日       | ENDLESS RAIN           | ENDLESS RAIN… 父vs娘のラブバトル | 父と娘のラブバトル 雨の中の衝撃告白…!? 好きなんだ   | Yuki Saito | 3.5%   |
| 4th flight                                                                  | 11月23日       | 嫌いになれない私たち   | 嫌いになれないサ                 | 嫌いになれないサ                                    | 瑠東東一郎 | 4.6%   |
| 5th flight                                                                  | 11月30日       | 俺じゃダメか           | 俺じゃダメか?― はじめての嫉妬    | 俺じゃダメか……!? 整備士に隠し子発覚!! 初めての嫉妬  | 山本大輔   | 4.3%   |
| 6th flight                                                                  | 12月07日       | 俺とお前の七日間       | 俺とお前の七日間                 | 嵐を呼ぶバチュラーCA現る…!! 7日間のお試し交際!?     | Yuki Saito | 4.2%   |
| 7th flight                                                                  | 12月14日       | そして誰もいなくなった | そして誰もいなくなった           | 昨日の友は今日の敵 そして誰もいなくなる恋の採取決戦 | Yuki Saito | 4.3%   |
| Last flight                                                                 | 12月21日       | 天空のメリークリスマス | 天空のメリークリスマス           | さらば機長… 永遠に涙のラストフライト!! メリクリ相撲 | 瑠東東一郎 | 5.1%   |
| 平均視聴率 4.5%（視聴率はビデオリサーチ調べ、関東地区・世帯・リアルタイム） |                |                        |                                  |                                                     |            |        |

## 連続版シーズン3

### 登場人物（シーズン3）

#### 主要人物（シーズン3）
春田創一（はるた そういち）〈39〉
演 - 田中圭
「天空不動産」東京第二営業所の係長。中間管理職となり、試行錯誤しながら日々奮闘している。
牧と結婚したが、直ぐに牧がシンガポール勤務になったため別居婚となっていた。牧が本社に戻ることになり、それに合わせてそれまで生活していた実家を出て一戸建てに引っ越し、二人での生活をスタートする。
牧凌太（まき りょうた）〈31〉
演 - 林遣都
シンガポールでの海外赴任を経て3年半ぶりに帰国。ホテルリゾート本部課長のポジションに就く。
ようやく春田と同居して新婚生活を送れるはずであったが、仕事や語学の勉強が忙しく家事もままならないことが目下の悩み。家事が苦手な春田に苛立ちを覚え、険悪になってしまうこともある。ちずの勧めもあり、家事代行サービスを利用することを快諾する。
家政夫として再び二人の前に現れた黒澤の存在に心中穏やかではない。
黒澤武蔵（くろさわ むさし）〈61〉
演 - 吉田鋼太郎
天空不動産を早期退職した後、紆余曲折を経て家事代行サービス「ばしゃうまクリーンサービス」に再就職。その完璧な仕事ぶりが評価され、社内最高ランクとされる“ユニコーン家政夫”の称号を獲得。また、エリア統括部長も兼任している。
時を経て、冷静で有能な家政夫として春田・牧宅を担当することになった。しかし、ことあるごとに無邪気な言動をする春田に抑えていた恋心が息を吹き返しそうになる。また、牧への嫉妬も再燃して張り合うが、蝶子から「それは姑の感情」と言われ納得。
これからは、姑として二人を見守ることを誓う。

#### 天空不動産東京第二営業所（シーズン3）
和泉幸（いずみ こう）〈45〉
演 - 井浦新
中途採用で入社した社員。係長に昇進した春田にとって、初となる部下。覇気がなく感情が読めない。仕事の手際も悪く、パソコンでの作業は初心者並みである。
弓道を嗜んでおり、蝶子が経営している西園寺弓道場に通っている。
荒井舞香（あらい まいか）〈51〉
旧姓・瀬川。荒井鉄平と結婚して二児（長女・楓香、長男・銀平）を儲ける。一時産休を取得したのち職場復帰した。義妹のちずとは良好な関係を築いている。
武川政宗（たけかわ まさむね）〈50〉
演 - 眞島秀和
東京第二営業所部長に昇進。几帳面な仕事ぶりは健在。コンプライアンスやハラスメント問題に敏感で、目を光らせている。また社内に設けられている「なんでもすっきり天空相談室」にて産業カウンセラーとして社員の悩みや相談に耳を傾けている。
プライベートでは未だ心動かされる恋人に出会えず迷走している。マッチングアプリに一縷の望みを託すもロマンス詐欺に遭う。しかし、正常性バイアスが働き全く懲りていない。挙句、男性同士の恋愛リアリティ番組に出演。

#### 天空不動産本社ホテルリゾート本部
栗林歌麻呂（くりばやし うたまろ）〈28〉
演 - 金子大地
本社勤務になってから順調に出世している。現在はホテルリゾート本部の社員。英語、中国語が堪能である。
蝶子と結婚後、実母と二世帯同居している。嫁姑問題が勃発して双方からの板挟みで悩んでいたが、母と蝶子が同じアイドルグループのファンであることが分かり和解したため、現在は平穏な日々を送っている。

#### 周辺人物（シーズン3）
六道菊之助（りくどう きくのすけ）〈38〉
演 - 三浦翔平
おかかおむすび専門店「おむすびごろりん」の店主。キッチンカーで移動販売を行っている。容姿端麗で爽やかな笑顔が常連女性客たちに好評であり「菊様」「菊之助様」と呼ばれている。実は、公安警察に所属している現役の警察官である。
春田・牧家の隣に和泉とともに住んでいる。
真崎秋斗（まさき あきと）
演 - 田中圭（春田創一と二役）
春田と瓜二つの容姿である。
荒井ちず（あらい ちず）〈33〉
演 - 内田理央
大手広告代理店勤務。スピード結婚をして出産するも離婚。現在3歳になる一人息子・吾郎を育てているシングルマザー。週に2回、家事代行サービスを利用して自分の時間を作り、QOLを高めている。家事が苦手な春田と多忙な牧に利用を勧めた。
荒井吾郎（あらい ごろう）〈3〉
演 - 佐藤大空
ちずの子ども。天真爛漫でわんぱく盛り。
荒井鉄平（あらい てっぺい）〈43〉
演 - 児嶋一哉
居酒屋「わんだほう」店主。舞子と結婚し二児を儲ける。妹・ちずの帰宅時間が遅くなる時は、甥である吾郎を預かって面倒を見ている。相変わらず無謀な創作料理の考案に余念がない。
栗林蝶子（くりばやし ちょうこ）〈56〉
演 - 大塚寧々
黒澤の元妻。現在は歌麻呂と再婚して栗林姓を名乗っている。旧姓である西園寺の名を冠した「西園寺弓道場」を経営、後進の指導にもあたっている。最近はベトナムの男性アイドルグループ「4チミン」にご執心である。
黒澤とは離婚後も良好な関係を築いている。

#### ゲスト（シーズン3）
episode2
栗林市（くりばやし いち）〈46〉
演 - 馬場園梓
栗林歌麻呂の母。二世帯住宅で息子夫婦と同居。10歳年上の嫁・蝶子と折り合いが悪い。しかし、実は二人ともベトナムアイドル「4チミン」推しという共通点が分かり、今では一緒に推し活に励んでいる。
4チミン（ホーチミン）
演 - 上村謙信：Hảo（ハオ）、櫻井心：cain（カイン）、堤颯平：Tuân（トゥアン）、山田純之介：F（エフ）
ベトナムの4人組男性アイドルグループ。日本でもライブ活動をしている。蝶子はハオ推し、マロの母・市はトゥアン推しである。
春田幸枝
演 - 栗田よう子
春田創一の母。息子から牧と結婚をしたことの報告を受けるが全く動じず、アタル君の周りでもいたからとあっさりと受け入れて祝福した。

episode4
タイ料理店「ムーンライトチキン」店員A・B
演 - 店員A：アース / 店員B：ミックス　※カメオ出演
春田と牧が立ち寄ったタイ料理店の店員。
牧芳郎（まき よしろう）
演 - 春海四方
牧凌太の父。妻と娘が海外旅行中にぎっくり腰になってしまい、春田に生活の介助をして貰った。息子の同性婚を受け入れられず、春田のことも苦々しく思っていたが、何度邪険にしても甲斐甲斐しく世話を焼く息子の夫にようやく心を開き始めた。
ラガーフェルド・翔
演 - ディーン・フジオカ
武川が応募した恋愛リアリティーショーのバチェラー。スイスの王族の血を引く貿易会社の社長兼投資家。

episode5
福引き抽選会のスタッフ
演 - デーブ・スペクター
黒澤が立ち寄った商店街で行われれていた福引きイベントのスタッフ。ダジャレ好き。
足利尊（あしかが とおる）
演 - 坂田聡
和泉の素性を知る人物。和泉の行動を先回りして制している。

episode6
牧志乃（まき しの）
演 - 生田智子
牧凌太の母。息子と春田の交際を当初から温かく見守っていた。二人の挙式に夫と共に参列し、満面の笑みで祝福した。

episode9
鋼沢入鹿（はがねざわ いるか）
演 - 坂口涼太郎
外資系企業「Natflax不動産」のヘッドハンター。春田をスカウトした。

### スタッフ（シーズン3）
- 脚本 - 徳尾浩司[4]
- 音楽 - 河野伸[4]
- 主題歌 - スキマスイッチ「Lovin' Song」（AUGUSTA RECORDS / UNIVERSAL SIGMA）[5]
- 監督 - 瑠東東一郎[4]、山本大輔[4]、Yuki Saito[4]
- 協力プロデューサー - 松野千鶴子（アズバーズ）
- エグゼクティブプロデューサー - 三輪祐見子（テレビ朝日）
- プロデューサー - 貴島彩理（テレビ朝日）、神馬由季（アズバーズ）
- 制作協力 - アズバーズ
- 制作著作 - テレビ朝日

### 放送日程（シーズン3）
| 各話                                                         | 放送日        | サブタイトル                     | サブタイトル                             | ラテ欄 | 演出       | 視聴率 |
| 各話                                                         | 放送日        | 本編                             | EPG欄                                    | ラテ欄 | 演出       | 視聴率 |
| ------------------------------------------------------------ | ------------- | -------------------------------- | ---------------------------------------- | ------ | ---------- | ------ |
| #1                                                           | 2024年1月05日 | I'll be back!                    | 社会現象を巻き起こした伝説のドラマが帰還 |        | 瑠東東一郎 | 3.9%   |
| #2                                                           | 1月12日       | 渡る世間に武蔵あり               | 地獄の嫁姑バトル開幕!                    |        | 山本大輔   | 4.1%   |
| #3                                                           | 1月20日       | 昼顔の二人                       | 家政夫は見た！禁断のW昼顔不倫            |        | Yuki Saito |        |
| #4                                                           | 1月26日       | お尻を拭くまで帰れま10           | お尻を拭くまで帰れま10                   |        | 山本大輔   |        |
| #5                                                           | 2月02日       | 私を熱海につれてって             | 愛と涙の新婚旅行                         |        | 瑠東東一郎 |        |
| #6                                                           | 2月09日       | 深紅のバレンタイン・ウェディング | バレンタインウェディング                 |        | Yuki Saito |        |
| #7                                                           | 2月16日       | 君たちはどう生きるのかい         | 君たちはどう生きるのかい                 |        | 山本大輔   |        |
| #8                                                           | 2月23日       | 余命一か月の家政夫               | 余命一か月の家政夫                       |        | Yuki Saito |        |
| #9                                                           | 3月01日       | WE ARE FAMILY !!                 | WE ARE FAMILY !!                         |        | 瑠東東一郎 |        |
| （視聴率はビデオリサーチ調べ、関東地区・世帯・リアルタイム） |               |                                  |                                          |        |            |        |

- 第3話は45分繰り下げ。（翌0時 - 1時）

## 受賞歴
- 第22回日刊スポーツ・ドラマグランプリ（GP）の春ドラマ[84]
  - 助演男優賞（林遣都）
  - 助演女優賞（内田理央）
- 第22回日刊スポーツ・ドラマグランプリ（GP）
  - 作品賞[85]
  - 主演男優賞（田中圭）[86]
  - 助演男優賞（林遣都）[87]
  - 助演女優賞（内田理央）[88]
- 第12回コンフィデンスアワード・ドラマ賞[89]
  - 作品賞
  - 助演男優賞（吉田鋼太郎）
- コンフィデンスアワード・ドラマ賞年間大賞2018[90][91]
  - 作品賞
- 第97回ザテレビジョンドラマアカデミー賞[92]
  - 最優秀作品賞（おっさんずラブ）
  - 主演男優賞（田中圭）
  - 助演男優賞（吉田鋼太郎）
  - 脚本賞（徳尾浩司）
  - 監督賞（瑠東東一郎・山本大輔・Yuki Saito）
  - ザテレビジョン賞（Instagram「武蔵の部屋」に対して）
- 東京ドラマアウォード2018[93]
  - 連続ドラマ部門 グランプリ
  - 主演男優賞（田中圭）
  - 助演男優賞（吉田鋼太郎）
- 第34回新語・流行語大賞
  - トップテン選出 - 「おっさんずラブ」[67]
- 2019年エランドール賞[94][95]
  - 新人賞（田中圭）
  - プロデューサー賞激励賞（三輪祐見子・貴島彩理・神馬由季・松野千鶴子）
- 第11回「日本ブルーレイ大賞」
  - カテゴリー部門・TVドラマ賞（おっさんずラブ）[96]
- ビデオ屋さん大賞2018
  - 部門賞「国内TVドラマ賞」金賞（おっさんずラブ）[97][98]
- デジタル・コンテンツ・オブ・ジ・イヤー‘18／第24回AMDアワード
  - 年間コンテンツ賞「優秀賞」[99]
- 第45回放送文化基金賞
  - テレビドラマ番組部門 優秀賞[100]

## 関連商品
書籍
- 土曜ナイトドラマ「おっさんずラブ」公式ブック（2018年8月7日、文藝春秋） - 単行本
- おっさんずラブ シナリオブック（2018年10月4日、一迅社） - 単行本
- ピアノ・ソロ 土曜ナイトドラマ おっさんずラブ／オリジナル・サウンドトラック（2019年7月4日、ドレミ楽譜出版社） - 楽譜

アルバム
- おっさんずラブ オリジナル・サウンドトラック（2018年8月22日、バップ）
- おっさんずラブ -in the sky- オリジナル・サウンドトラック（2020年2月19日、バップ）

映像作品
- おっさんずラブ DVD-BOX（2018年10月5日、TCエンタテインメント）JAN 4562474196079
- おっさんずラブ Blu-ray BOX（2018年10月5日、TCエンタテインメント）JAN 4562474196062

## 漫画
連続版を原作とするコミカライズ作品が、『BE・LOVE』（講談社）にて2018年22号から2020年3月号まで連載された。作画は山中梅鉢が担当する。
書誌情報
- 作者：TVドラマ「おっさんずラブ」（制作：テレビ朝日、脚本：徳尾浩司）、作画：山中梅鉢 『おっさんずラブ』 講談社〈KCデラックス〉、全4巻
  1. 2019年3月13日発売、ISBN 978-4-06-515273-7
  2. 2019年8月9日発売、ISBN 978-4-06-516772-4
  3. 2019年11月13日発売、ISBN 978-4-06-517618-4
  4. 2020年3月13日発売、ISBN 978-4-06-518929-0